# 디온 웨이터스

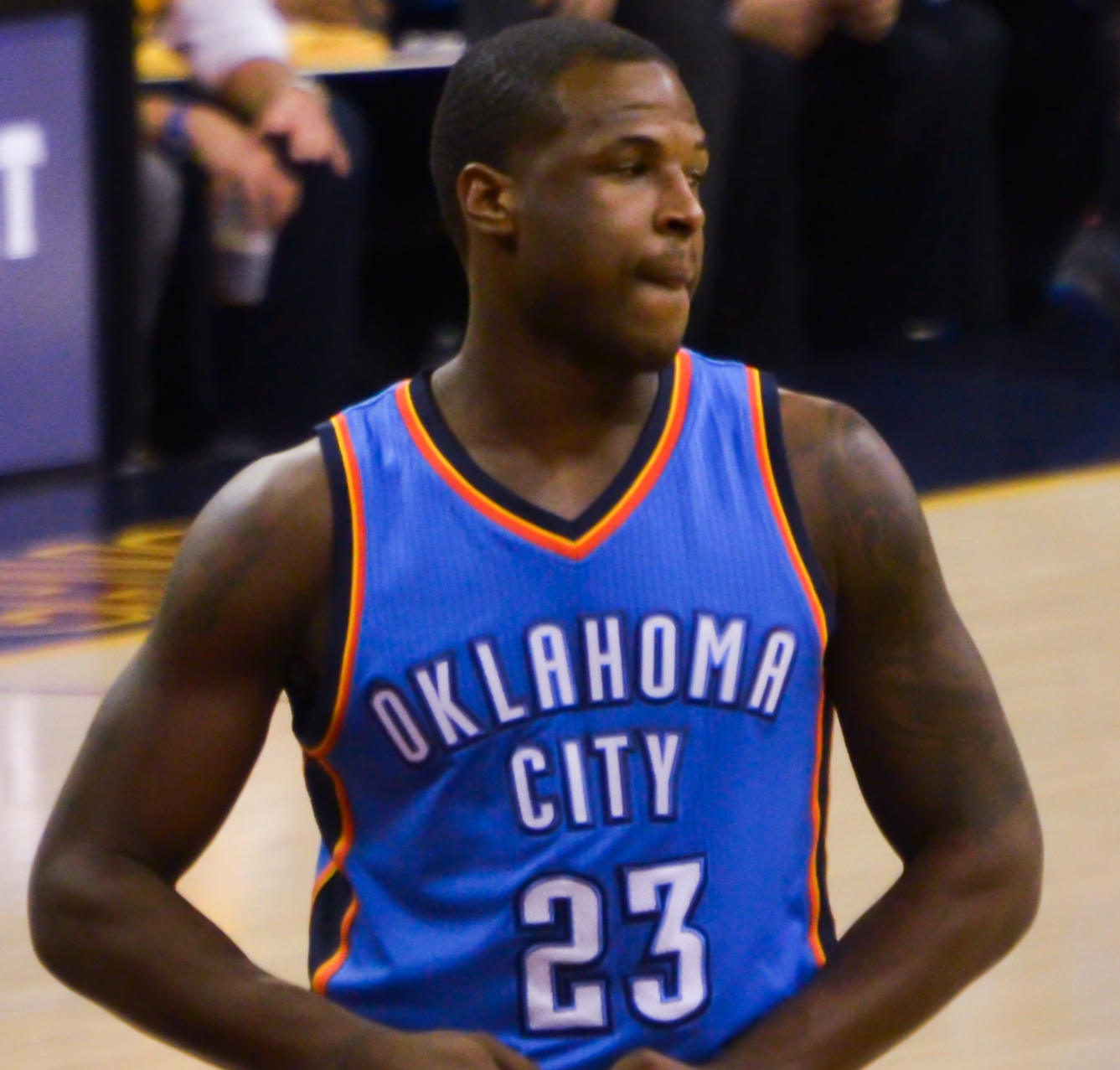

디온 웨이터스(Dion Waiters, 본명: Dion Waiters Jr., 1991년 12월 10일 ~ )는 전미 농구 협회(NBA)의 로스앤젤레스 레이커스에서 마지막으로 뛰었던 미국 프로 농구 선수이다. 시러큐스 오렌지(Syracuse Orange)에서 대학 농구를 했으며 2012년 NBA 드래프트에서 전체 4순위로 클리블랜드 캐벌리어스(Cleveland Cavaliers)에 지명되었다. 웨이터스는 또한 오클라호마시티 썬더, 마이애미 히트, 로스앤젤레스 레이커스에서 뛰었으며 그의 팀은 NBA 챔피언십에서 우승했다.

## 프로 경력
- 클리블랜드 캐벌리어스 (2012-2015)
- 오클라호마시티 썬더(2015~2016)
- 마이애미 히트(2016~2020)
- 로스앤젤레스 레이커스 (2020)